# Greniera rivi
Greniera rivi är en tvåvingeart som beskrevs av Ivashchenko 1970. Greniera rivi ingår i släktet Greniera och familjen knott. Inga underarter finns listade i Catalogue of Life.